# Ле Гианг, Патрик
Патрик Ле Гианг (словац. Patrik Lê Giang; род. 8 сентября 1992, Лученец, Банска-Бистрицкий край) — словацкий футболист, вратарь вьетнамский клуба «Ханой Полиция».

## Карьера

### Клубная
Патрик родился 8 сентября 1992 года в городе Лученец. С раннего возраста увлекался футболом, преимущественно играя на позиции вратаря.
Футбольную карьеру начал в 2010 году в молодёжном составе «Жилины» и составе до 19 лет. Там он играл недолго: в июле 2011 года перешёл на правах аренды в клуб второго по значимости словацкого дивизиона «Земплин».
С 2012 по 2016 годы числился в составе ФК «Жилина». В основном же составе клуба, дебютировал 15 мая в матче против «ВиОна».

### Международная
С 2010 по 2011 год Патрик выступал за Словакию U-19. В её составе он провёл 11 матчей. Играл в квалификации к чемпионату Европы.